# Дорохово (Красноярский край)
До́рохово — село в Назаровском районе Красноярского края России. Административный центр Дороховского сельсовета.

## География
Село расположено на берегу реки Чулым, на расстоянии 14 км к западу от Назарово, административного центра района. Севернее села расположен хребет Арга.

## Население
| 2010 |
| ---- |
| 1374 |

Гендерный состав
По данным Всероссийской переписи населения 2010 года, в селе проживало 655 мужчин и 719 женщин.